# ترینا
کاترینا لاورن تیلور (زاده ۳ دسامبر ۱۹۷۸)، که با نام حرفه ای ترینا شناخته می‌شود، خواننده رپ آمریکایی است. او در اواخر دهه ۱۹۹۰ برای همکاری‌هایش با تریک ددی در تک‌آهنگ‌های " نان نیگا "، " خفه شو " و " آن را به دا خانه ببرید " به شهرت رسید. در سال ۲۰۰۰، او اولین آلبوم خود را با عنوان بدترین عوضی منتشر کرد. پس از آن، او در ریمیکس «مرد یک دقیقه ای» اثر میسی الیوت و لوداکریس ظاهر شد. در سال ۲۰۰۲، او تک آهنگ " BR Right " را که توسط کانیه وست تولید شد با حضور لوداکریس از آلبوم دومش Diamond Princess (2002) منتشر کرد.
کاترینا لاورن تیلور در ۳ دسامبر ۱۹۷۸ در میامی، فلوریدا به دنیا آمد. او در منطقه لیبرتی سیتی در میامی، فلوریدا بزرگ شد. پدرش دومینیکن است، در حالی که مادرش، ورنسا تیلور، اهل باهام بود. آنها زمانی که ترینا کودک بود از هم جدا شدند. او در دبیرستان میامی نورث وسترن تحصیل کرد،